# Räuchlisberg
Räuchlisberg ist eine Siedlung der politischen Gemeinde Amriswil im Bezirk Arbon des Kantons Thurgau in der Schweiz.
Die 1803 gebildete Ortsgemeinde Räuchlisberg gehörte bis 1978 zur Munizipalgemeinde Amriswil im damaligen Bezirk Bischofszell. Am 1. Januar 1979 fusionierte die Ortsgemeinde Räuchlisberg zur Einheitsgemeinde Amriswil.

## Geographie
Der immer noch ländlich geprägte Gemeindeteil mit den Dörfern Hagenwil bei Amriswil und Räuchlisberg sowie den Weilern Bergermüli, Gizehus und Spitzerüti liegt auf einer Anhöhe südwestlich von Amriswil.

## Geschichte

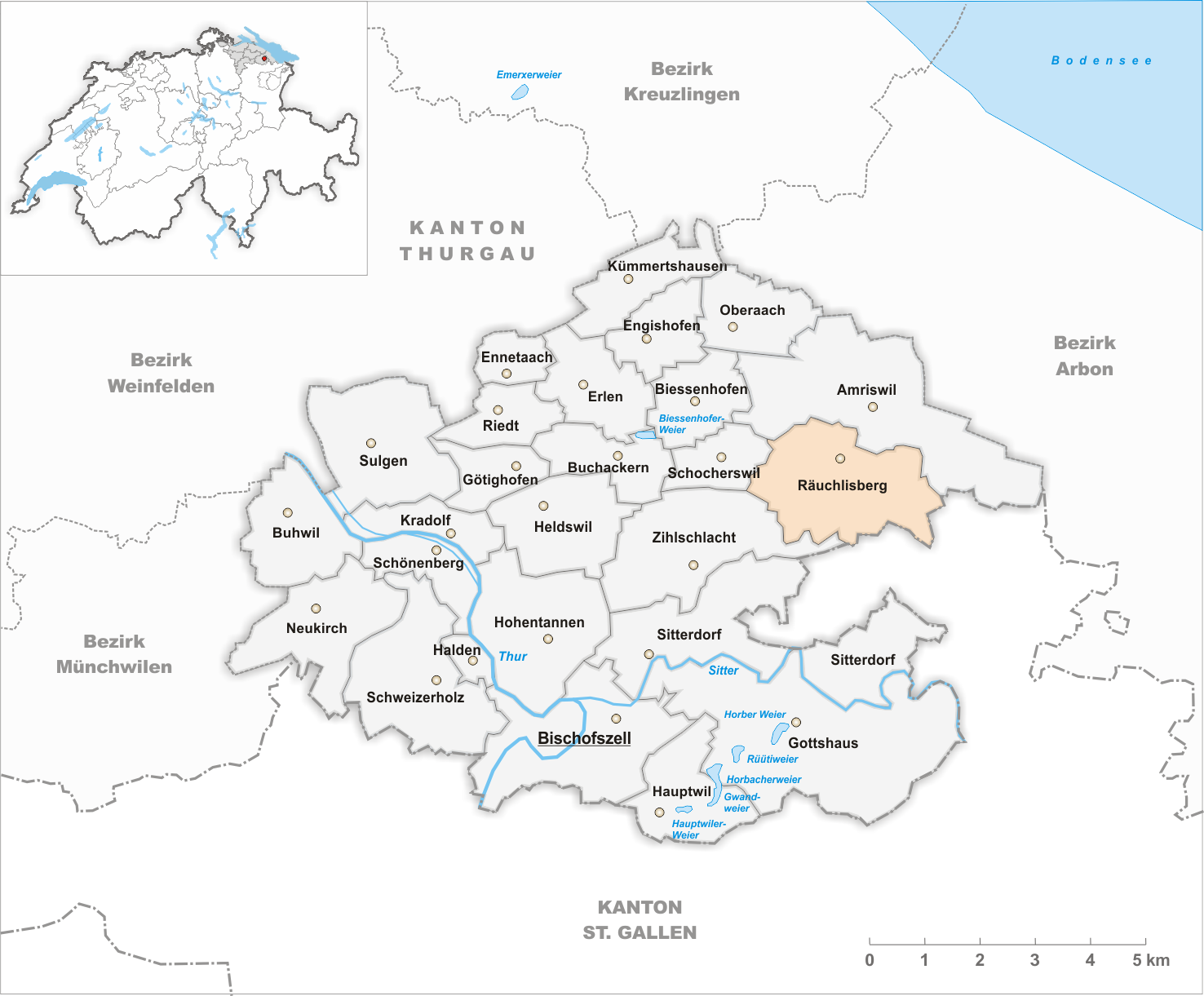
Gemeindestand vor der Fusion im Jahr 1979

Die Siedlung wurde 1413 als Roüchlisberg erstmals urkundlich erwähnt. Hagenwil und Räuchlisberg bildeten seit dem Mittelalter ein gerichtsherrliches Lehen der Abtei St. Gallen, die auch das Mannschafts- und Huldigungsrecht besass. 1684 bis 1798 übte die Abtei die Verwaltung und der thurgauische Landvogt die hohe Gerichtsbarkeit aus.
Kirchlich teilte Räuchlisberg wohl stets das Schicksal der Kirchgemeinde Sommeri. 1871 wurden die Katholiken der Pfarrei Hagenwil zugeteilt.
Im Hudelmoos besassen Korporationen 70 Jucharten Torfgebiet, sogenanntes Turbenland. Es dominierten Obst-, Wiesen- und Ackerbau sowie Forstwirtschaft, Ende des 19. Jahrhunderts kam Vieh- und Milchwirtschaft hinzu. Die 1593 erwähnte Mühle stellte 1911 den Betrieb ein. 1885 bis 1898 produzierten Jakob und Johann Laib in einem Betrieb in Räuchlisberg Trikot.
→ siehe auch Abschnitt Geschichte im Artikel Hagenwil bei Amriswil

## Bevölkerung
| Jahr      | 1850 | 1900 | 1950 | 1970 |
| Einwohner | 424  | 414  | 415  | 451  |

## Bilder

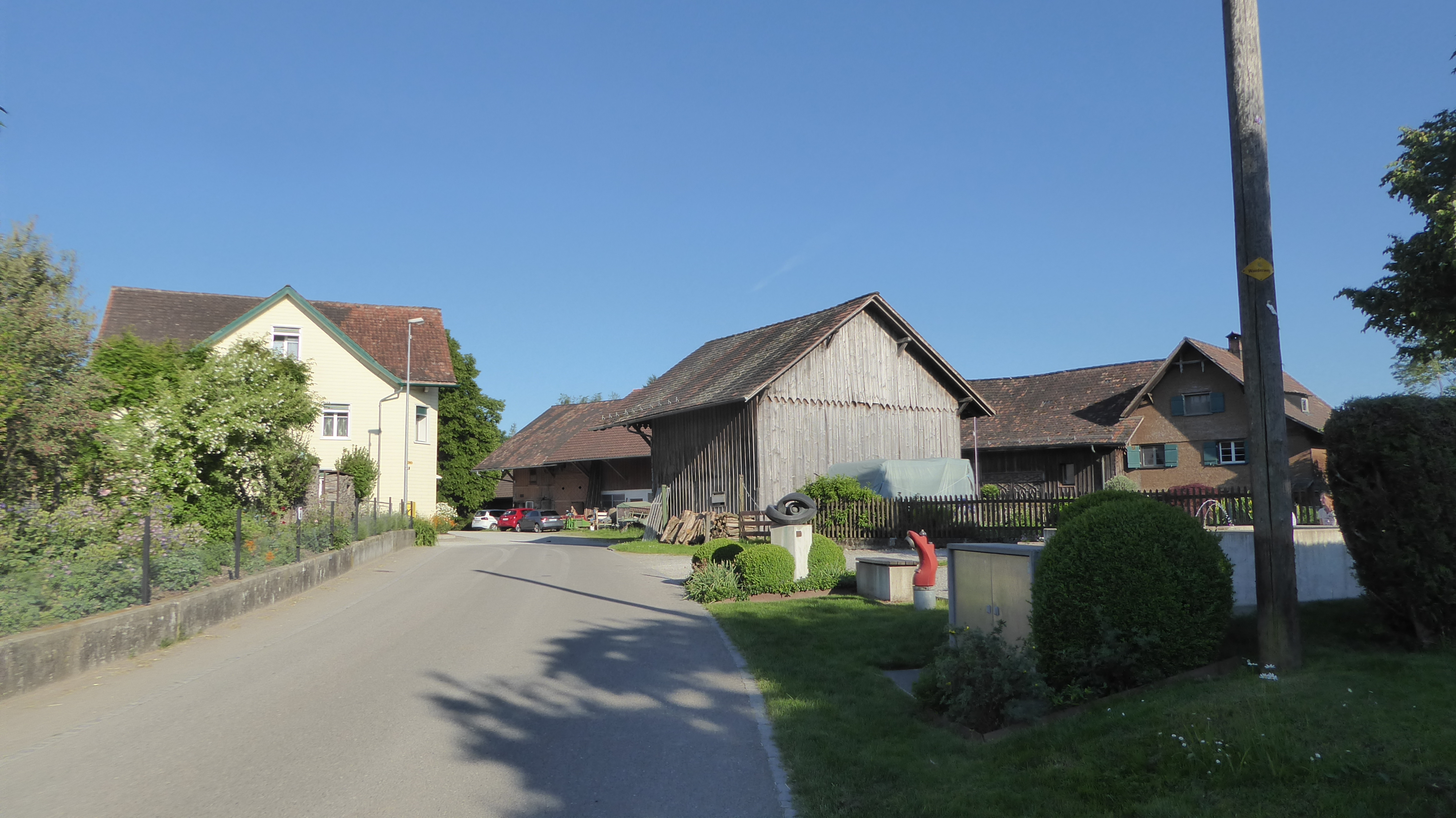
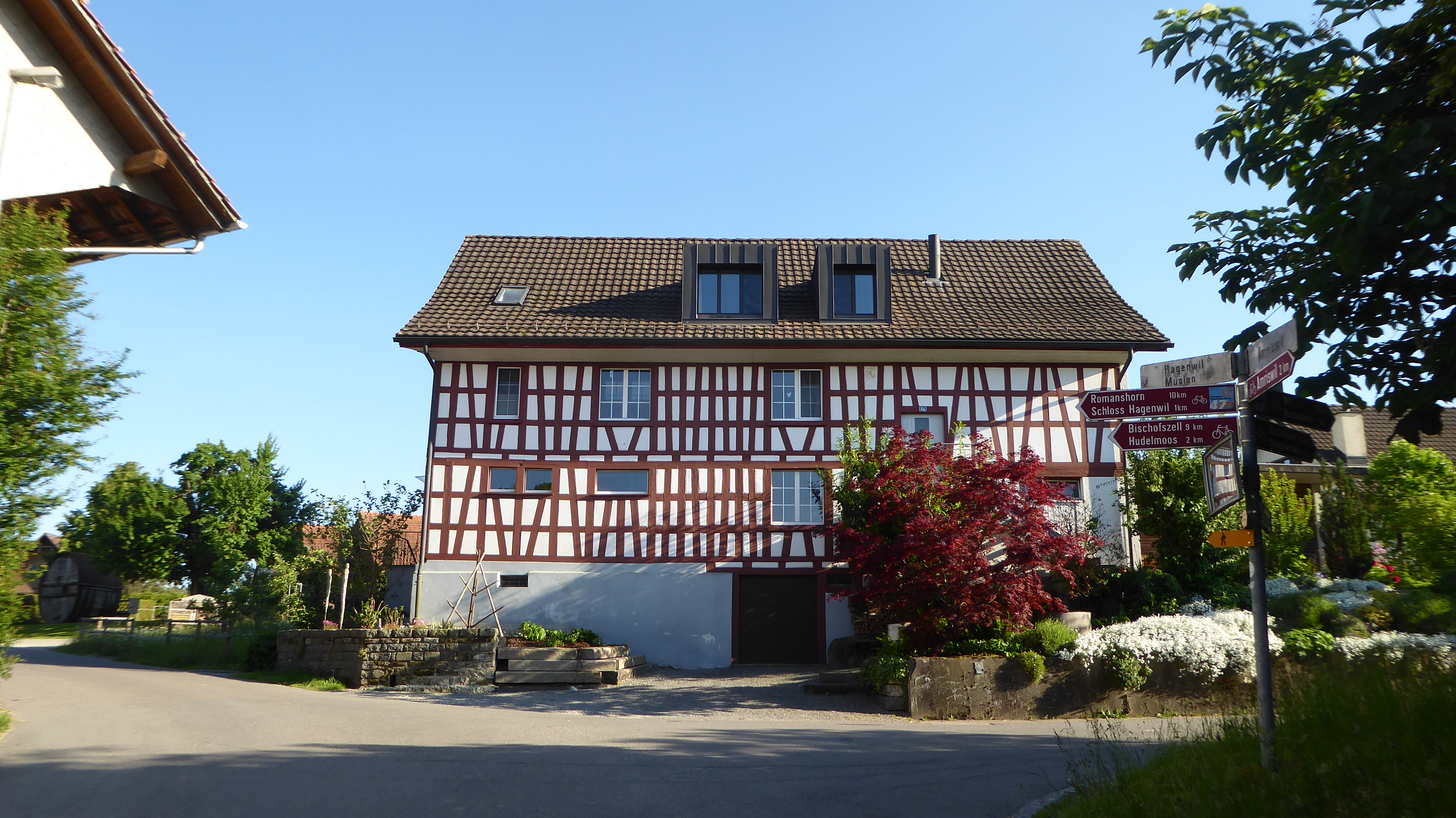
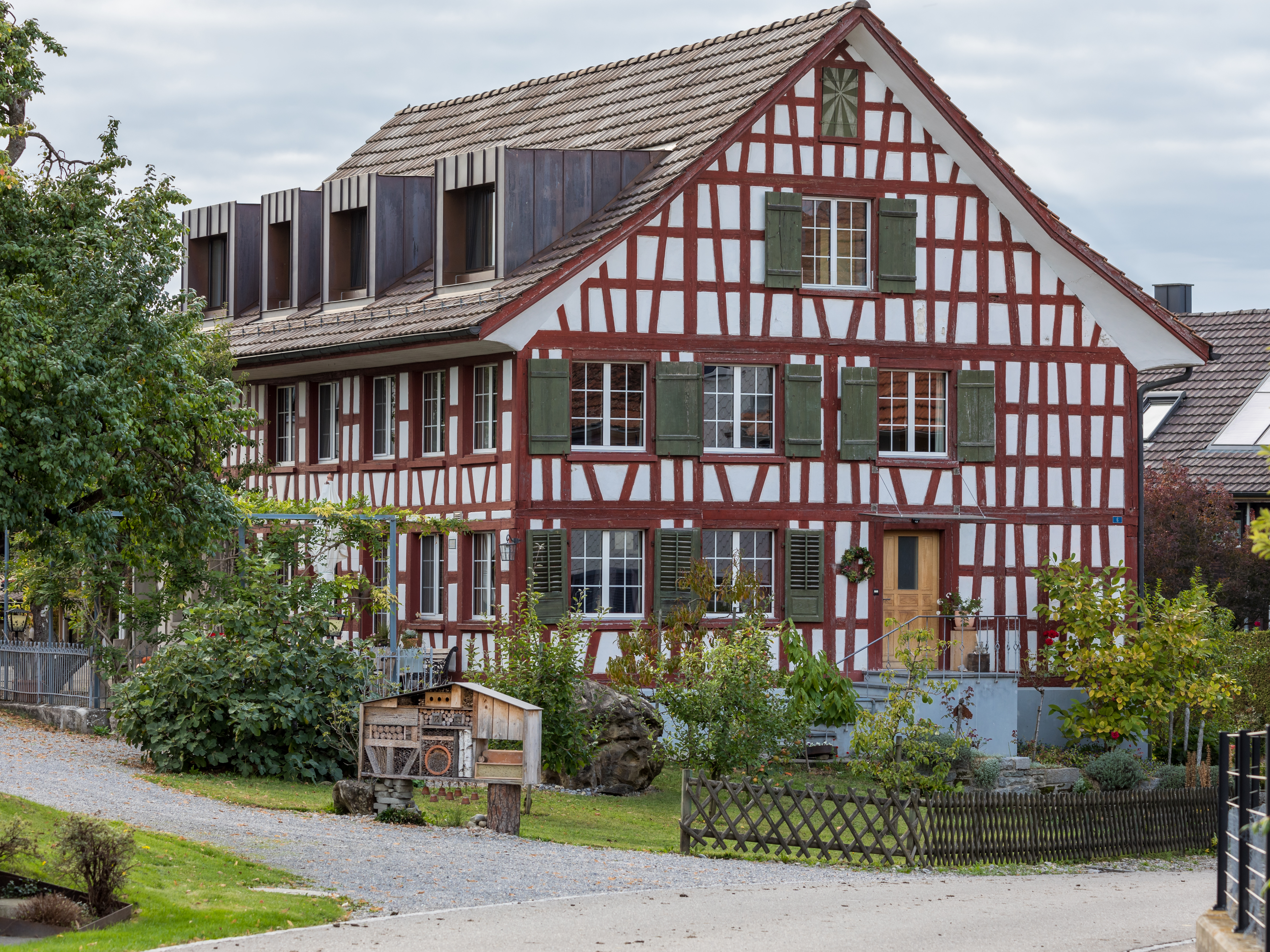
Räuchlisberg 6/a
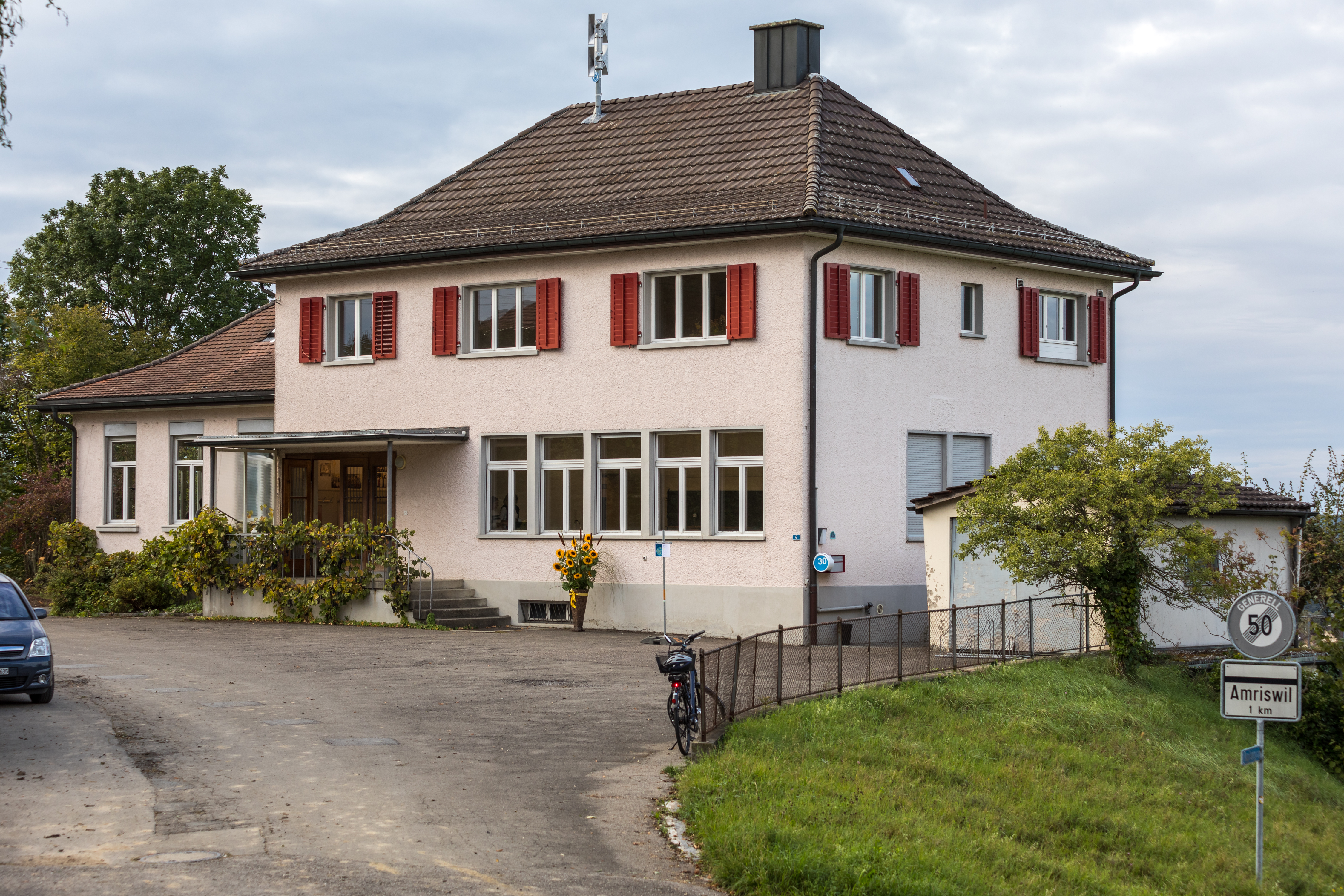
Schulhaus Räuchlisberg

## Sehenswürdigkeiten
→ siehe Abschnitt Sehenswürdigkeiten im Artikel Hagenwil bei Amriswil